# ماثيو أونيل
ماثيو أونيل (بالإنجليزية: Matthew O'Neill)‏ (25 يونيو 1984 في المملكة المتحدة - ) هو لاعب كرة قدم بريطاني في مركز الوسط. لعب مع نادي أكرينغتون ستانلي ونادي بيرنلي وأشتون يونايتد وNantwich Town F.C. ‏ ونادي رادكليف ‏ ونادي نيلسون.

## وصلات خارجية
- ماثيو أونيل على موقع Soccerbase.com (لاعب) (الإنجليزية)